# Aleksandr Korkin
Aleksandr Nikolaiévich Korkin (en ruso: Александр Николаевич Коркин) ([19 de febrerojul] 3 de marzo de 1837 - [19 de agostojul] 1 de septiembre de 1908) fue un matemático ruso, que realizó considerables contribuciones al desarrollo de las ecuaciones diferenciales parciales. Fue el segundo miembro en importancia, solamente tras Chebyshov, entre los fundadores de la Escuela Matemática de San Petersburgo.

## Semblanza
Korkin nació cerca del pueblo de Shúiskoye (gobernación de Vólogda), en el seno de una familia de granjeros acomodados. Desde muy joven destacó académicamente, graduándose con una medalla de oro en la Escuela Secundaria de Vologda. En 1854 ingresó en la facultad de Matemáticas y Física de la Universidad de San Petersburgo, donde recibió otra medalla de oro por su primer artículo científico, titulado "Valores máximos y mínimos" (1856). Por recomendación de Víktor Bunyakovsky, su trabajo fue publicado en la colección Sección de Estudiantes de 1857.
Se graduó en 1858, comenzando a enseñar matemáticas a los alumnos del Primer Cuerpo de Cadetes. En 1860 defendió su tesis de maestría, titulada "Sobre la definición de funciones arbitrarias de las integrales de las ecuaciones diferenciales parciales", y volvió a la Universidad de San Petersburgo.
Entre 1862 y 1864 viajó al extranjero, donde asistió a conferencias de Gabriel Lamé, Joseph Liouville, y Joseph Bertrand en París, y de Ernst Kummer en Berlín.
A principios de 1868 defendió su tesis doctoral "Sobre el conjunto de ecuaciones con derivadas parciales de primer orden, y algunos problemas de mecánica", y en el mismo año fue elegido profesor extraordinario en el Departamento de Matemáticas. En 1873 obtuvo la plaza de profesor ordinario, y en 1886 recibió el título de profesor distinguido.
Durante casi medio siglo, Korkin dio continuidad a la actividad científico-pedagógica de Chebyshov en la Universidad de San Petersburgo.

## Algunas publicaciones
- Korkine A., Zolotareff G. (1872). «Sur les formes quadratiques positives quaternaires». Math. Ann. 5 (4): 581-583. doi:10.1007/BF01442912.
- Korkine A., Zolotareff G. (1873). «Sur les formes quadratiques». Math. Ann. 6 (3): 366-389. doi:10.1007/BF01442795.
- Korkine A., Zolotareff G. (1877). «Sur les formes quadratiques positives». Math. Ann. 11 (2): 242-292. doi:10.1007/BF01442667.